# Hotel.de
hotel.de е немска фирма със седалище в Нюрнберг, която управлява интернет-портали за резервация на хотели. Тя съществува от 2001 и от 2006 до 2011 се търгуваше в сегмент „General Standard“, а от 2012 до 2013 в сегмент „Entry Standard“ на фондовата борса във Франкфурт. От 2011 hotel.de принадлежи мажоритарно към HRS, заедно двамата доставчици достигат пазарен дял от около две трети.

## История
Фирмата е основана на 11 септември 2001 в Дюселдорф от Хайнц Рауфер и трима други съдружници под правната форма Акционерно дружество (АД). Уеб сайтът, респективно домейнът hotel.de се поемат от Atrada Trading Network AG, които Хайнц Рауфер преди това продава на Deutsche Telekom. Още през 1999 Atrada реализира подобна услуга за резервация на хотели и туристически пътувания в сътрудничество с intergerma. Hotel.de първоначално се фокусира върху бизнес клиенти.
През 2006 hotel.de обявява, че възнамерява да излезе на борсата. Чрез нотирането трябва да се наберат около 20 млн. евро, с които да се финансира преди всичко международната експанзия. По това време компанията постига 12,4 млн. евро оборот и има 340 служители. Срокът за записване започва да тече през октомври 2006, самата търговия стартира на 20. октомври същата година. Акциите се търгуват в долния край на ценовия диапазон и дори падат под емисионната стойност. Наблюдателите окачествяват излизането на борсата като разочароващо, въпреки това препоръчват покупката.
През 2006 hotel.de е отличена с Немската награда за учредители на Инициативата „StartUp“ в категорията „Растящи фирми“. През следващата година hotel.de получава наградата „50-те най-добри в Бавария“ на Баварското министерство на икономиката за своята „особена сила на растеж“. Освен това от 2009 hotel.de многократно е избирана за „Уеб сайт на годината“ в категорията Свободно време и пътувания. През 2011 икономическото списание „Дер Хандел“ връчва на фирмата „e-Star Online Excellence Award“ за нейното iPhone-приложение, през 2012 Android еквивалентът получава „MobileTech Award“.
През октомври 2011 hotel.de се поема от HRS. Учредителите продават 61,6% от акциите за общо 43 млн. евро, след като многократно отричат преди това да са се интересували от продажба. По това време фирмата има 446 служители. Независимо от продажбата, hotel.de продължава да съществува като самостоятелно дружество с офиси в Нюрнберг и Хам. Въпреки това двете компании сключват договор за трансфер на пачалбата. По-късно HRS увеличава своя дял на около 83%, Федералната картелна служба обявява проверка на сделката за придобиване, която обаче не води до резултат. До май 2013 делът на HRS нараства на повече от 95%, оставащите акционери са компенсирани при условията на „Squeeze-out“. Акционерното дружество hotel.de е свалено от борсата, с Хайнц Рауфер и последният учредител напуска фирмата през септември 2013.
Освен фирменото седалище в Нюрнберг и един офис в Хам, който е закрит в хода на сливането с HRS Group, фирмата поддържа филиали в Лондон, Париж, Барселона, Рим и Шанхай. През 2011 в Сингапур се открива фирмен офис, в който се настаняват отделите Маркетинг и Продажби за международните пазари. От 2012 hotel.de е представена и в Сао Пауло.

## Портали
В началото фирмата предлага услугите си изключително на немскоезичния пазар на домейна hotel.de, през 2006 започва експанзия в чужбина. През 2008 международните оферти във Великобритания, Франция, Испания и Италия са обединени в домейна hotel.info. За резервациите hotel.de получава комисиона, която вариира според различни критерии. Посетителите могат да оставят коментари за хотелите на hotel.de.
Според собствени фирмени данни, уеб сайтовете на hotel.de са на разположение на 38 езика, през 2012 се предлагат 210000 хотела по целия свят. Освен на собствените си портали, hotel.de предлага стаи и чрез други доставчици: напр. през 2006 е сключено споразумение за сътрудничество с авиокомпанията Air Berlin. През 2007 и Deutsche Bahn интегрира услугата на hotel.de на собствения си интернет-портал, която обаче е заменена през 2011 с услугата на HRS.

## Критика
След поемането на hotel.de от HRS, Сдружението на хотелиерите изтъква аргумента, че това придобиване ще означава силно уеднаквени условия и по-малко възможности за избор. Във връзка с това е изказано предупреждение за непрекъснато растящи комисиони, които постепенно бяха увеличени на 15%. През 2013 hotel.de отново попадна под ударите на критика, тъй като успя да си осигури най-изгодни условия от хотелите. Федералната картелна служба възрази срещу процедурата, определяйки я като ограничаване на конкуренцията и многократно отправи предупреждения за това към дружеството-майка HRS. Въпросните дружества видяха в съответните разпоредби предимство за потребителите, чиито разходи за търсене биха се намалили чрез гаранцията за най-добрата цена.